# Thomas de Dundee

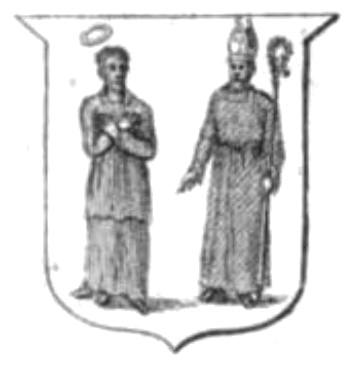
Armas de la diócesis de Ross

Thomas de Dundee, también llamado Thomas Nicholay, fue un prelado escocés que ejerció como obispo de Ross durante la Primera guerra de independencia escocesa. Hijo de una familia burguesa de Dundee, Thomas recibió educación en la Universidad de Bolonia, antes de comenzar su carrera eclesiástica. 
Se desempeñó en la diócesis de Glasgow y en la diócesis de Brechin, como también en Ross, y sirvió como capellán de un cardenal antes de ser designado Obispo de Ross por decreto papal de 1295. Luego de algunas demoras, asumió su posición la que ejerció hasta su muerte en 1325.